# Max Fourny
Max Fourny, francoski dirkač in ustanovitelj muzeja Musée d'Art Naïf - Max Fourny, * 4. avgust 1904, Francija, † 9. marec 1991, Francija.
Max Fourny se je rodil 4. avgusta 1904. Na dirkah za Veliko nagrado je prvič nastopil v sezoni 1927, ko je na dirki Grand Prix de la Marne z dirkalnikom BNC 527 zasedel trinajsto mesto. Prvi in največji uspeh kariere je dosegel na dirki za Veliko nagrado Pikardije, kjer je z dirkalnikom Bugatti T37A zmagal, kasneje v sezoni pa je dosegel še drugo mesto na dirki za Veliko nagrado Dieppa, tokrat z dirkalnikom Bugatti T35C. Zadnji večji uspeh je dosegel na dirki za Veliko nagrado Frontieresa v sezoni 1936, na kateri je osvojil drugo mesto, po dirki Grand Prix du Comminges, kjer je odstopil, pa se je upokojil kot dirkač. V Parizu je ustanovil muzej Musée d'Art Naïf - Max Fourny, poročen pa je bil s slikarko Françoise Adnet. Umrl je leta 1991. 